# Teorema di Wigner-Eckart
Il teorema di Wigner-Eckart è un importante teorema della meccanica quantistica che permette di semplificare il calcolo degli elementi di matrice di un tensore sferico. Sia {\displaystyle T_{q}^{k}} la componente q-esima di un tensore sferico di rango k, ({\displaystyle A,J^{2},J_{z}}) un insieme completo di osservabili che commutano e {\displaystyle |\alpha jm\rangle } una base di autostati simultanei delle stesse. Allora:
{\displaystyle \langle \alpha 'j'm'|T_{q}^{k}|\alpha jm\rangle =\langle jk;mq|jk;j'm'\rangle {\frac {\langle \alpha 'j'||T^{k}||\alpha j\rangle }{\sqrt {2j+1}}}}
Il primo termine al secondo membro è un coefficiente di Clebsch-Gordan corrispondente alla composizione di due momenti angolari j e k con terza componente m e q rispettivamente. Il secondo termine è detto elemento di matrice ridotto e non dipende da m, m' e q. Nel caso in cui abbiamo k=0, cioè il tensore sferico è uno scalare, allora
{\displaystyle \langle \alpha 'j'm'|T_{0}^{0}|\alpha jm\rangle =\langle j0m0|j'm'\rangle \langle \alpha 'j'||T^{0}||\alpha j\rangle }
di conseguenza otteniamo le regole di selezione j=j' e m=m' (per avere un elemento di matrice non nullo).
Nel caso in cui k=1, cioè il tensore sferico è un operatore vettoriale, si ottiene
{\displaystyle \langle \alpha 'j'm'|T_{q}^{1}|\alpha jm\rangle =\langle j1mq|j'm'\rangle \langle \alpha 'j'||T^{1}||\alpha j\rangle }
da cui seguono le regole di selezione {\displaystyle m'=m+q} e {\displaystyle j'} ∈ j ⊗ 1.
Dal teorema di Wigner-Eckart, nel caso {\displaystyle j=j'} e {\displaystyle k=1}, segue facilmente un ulteriore importante teorema, il teorema di proiezione:
{\displaystyle \langle \alpha 'jm'|T_{q}^{1}|\alpha jm\rangle =\langle jm'|J_{q}|jm\rangle \langle \alpha 'jm|\alpha jm\rangle }